# Tragia cocculifolia
Tragia cocculifolia är en törelväxtart som beskrevs av David Prain. Tragia cocculifolia ingår i släktet Tragia och familjen törelväxter. Inga underarter finns listade i Catalogue of Life.